# Anopyxis klaineana
Anopyxis klaineana är en tvåhjärtbladig växtart som först beskrevs av Jean Baptiste Louis Pierre, och fick sitt nu gällande namn av Adolf Engler. Anopyxis klaineana ingår i släktet Anopyxis och familjen Anisophylleaceae. Inga underarter finns listade i Catalogue of Life.